# Krby Kamna Turyna Tour 2017
Krby kamna Turyna Tour 2017 bylo druhé samostatné turné kapely Dymytry. Tour mělo celkem 16 zastávek po celé České republice a hosty byli pražská kapela Loco Loco a znojemská trojice X-Core. Při příležitosti turné vyšlo EP Sedmero krkavců a kapela obměnila své koncertní kostýmy. Většina koncertů proběhla ve společenských sálech a kulturních domech, výjimkou však byl Litvínov a Prostějov, kde Dymytry po delší době zahráli v malých, undergroundových, klubech, v rodinné atmosféře a takříkajíc nadosah fanouškům. Tyto dva koncerty byly také jediné bez hostů, protože to kapacita klubů nedovolovala. Koncert v prostějovském Apollu 13 byl navíc výjimečný tím, že se kapela s klubem loučila, protože měl zanedlouho ukončit činnost. Dymytry zde již v minulosti odehráli několik koncertů, a proto se rozhodli zavítat sem ještě jednou, naposledy. Pro turné si kapela připravila prodloužený, téměř dvouhodinový, set a mnoho efektů podpořených LED panely. Stejně jako na předchozím samostatném turné, i tentokrát vyšla speciální edice svijanského piva ve dvoulitrové plechovce s motivy kapely.
Protheus si na koncertech zahostoval u předkapely Loco Loco ve skladbě „Monstra“ a na posledním společném vystoupení, v Pečkách, natočil s Loco Loco i Oso klip ke stejné písni. Ještě před turné si zahostoval i s Gorgym ve studiovém klipu k této skladbě.

## Line-up
Loco Loco:
- Matthew (zpěv, screaming)
- Kousek (kytara, samply, vocal)
- Roman (basová kytara)
- Domino (bicí)

X-Core:
- David „Ozy“ Václavík (zpěv, screaming)
- Ondřej Novotný (kytara, vocal)
- Přemysl „Přéma“ Sedlák (bicí)

Dymytry:
- Jan „Protheus“ Macků (zpěv)
- Jiří „Dymo“ Urban (kytara)
- Jan „Gorgy“ Görgel (kytara)
- Artur „R2R“ Michajlov (basová kytara)
- Miloš „Mildor“ Meier (bicí)

## Setlist Dymytry
Prostějov (24. února), Cítoliby (21. dubna)
Není dodrženo přesné pořadí skladeb z koncertu.
1. Pod vodou
2. Věrni zůstaneme
3. Ne nikdy
4. Čas nezastavíš
5. D.O.S.T.
6. Barikády
7. Z pekla
8. Média
9. Zase mi lhali
10. Sedmero krkavců
11. Jsem nadšenej
12. Nahrabat (unplugged)
13. Benzín (unplugged, pouze Cítoliby)
14. Miloš Meier - bubenické sólo
15. Lunapark
16. Harpyje
17. Zlatí hoši
18. Ocelová parta

Přídavky
1. Dej Bůh štěstí
2. Strážná věž

## Harmonogram turné
| Datum           | Město             | Místo                      | Host                 | Poznámka                                                             |
| --------------- | ----------------- | -------------------------- | -------------------- | -------------------------------------------------------------------- |
| 17. února 2017  | Litvínov          | Attic music club           |                      | vyprodáno                                                            |
| 18. února 2017  | Staňkov           | Lidový dům                 | Loco Loco, X-Core    |                                                                      |
| 24. února 2017  | Prostějov         | Apollo 13                  |                      | vyprodáno, rozlučka s klubem                                         |
| 25. února 2017  | Vysoké Mýto       | M-klub                     | Loco Loco, X-Core    |                                                                      |
| 3. března 2017  | Šumperk           | Dům kultury                | Loco Loco, X-Core    |                                                                      |
| 11. března 2017 | Hronov            | Sál Josefa Čapka           | Loco Loco, X-Core    |                                                                      |
| 17. března 2017 | Kozojedy          | Kulturní dům               | Loco Loco, X-Core    |                                                                      |
| 18. března 2017 | Čenkov            | Dělnický dům               | Loco Loco, X-Core    |                                                                      |
| 24. března 2017 | Skrýchov u Opařan | Kulturní dům               | Loco Loco, X-Core    |                                                                      |
| 25. března 2017 | Hradec Králové    | Kulturní dům Střelnice     | Loco Loco, X-Core    |                                                                      |
| 31. března 2017 | Přerov            | Městský dům                | Loco Loco, X-Core    | Natočeny klipy předkapely X-Core - „X-Core - Živě 2017“, „Ona to ví“ |
| 7. dubna 2017   | Stříbro           | Kulturní dům               | Loco Loco, X-Core    | První křest EP Sedmero krkavců                                       |
| 8. dubna 2017   | Domažlice         | Městské kulturní středisko | Loco Loco, X-Core    | Druhý křest EP Sedmero krkavců                                       |
| 21. dubna 2017  | Cítoliby          | Dělnický dům               | Loco Loco, X-Core    |                                                                      |
| 22. dubna 2017  | Pečky             | Sokolovna                  | Loco Loco, X-Core    | Natočen klip předkapely Loco Loco „Monstra“ (ft. Protheus)           |
| 28. dubna 2017  | Semily            | Kulturní centrum Golf      | Debill Heads, X-Core |                                                                      |